# Lampides kawachensis
Lampides kawachensis är en fjärilsart som beskrevs av Hirose 1934. Lampides kawachensis ingår i släktet Lampides och familjen juvelvingar. Inga underarter finns listade i Catalogue of Life.